# Черновское (Ленинградская область)
Черновское — посёлок в Черновском сельском поселении Сланцевском районе Ленинградской области.

## История
По состоянию на 1 августа 1965 года посёлок назывался Черновский Лесопункт и входил в состав Черновского сельсовета Кингисеппского района.
По данным 1973 и 1990 годов посёлок Черновское входил в состав Черновского сельсовета Сланцевского района.
В 1997 году в посёлке Черновское Черновской волости проживали 475 человек, в 2002 году — 476 человек (русские — 91 %).
В 2007 году в посёлке Черновское Черновского СП проживали 425 человек, в 2010 году — 377 человек.

## География
Посёлок расположен в северной части района на автодороге 41К-005 (Псков — Краколье) в месте примыкания к ней автодороги 41К-788 (подъезд к дер. Монастырёк).
Расстояние до административного центра поселения — 6 км.
В посёлке расположен остановочный пункт Пост 183 км на железнодорожной линии Веймарн — Гдов.
Посёлок находится на правом берегу реки Щучка.

## Демография
| 2007 | 2010 | 2017 |
| ---- | ---- | ---- |
| 425  | ↘377 | ↗427 |

## Улицы
184 км, Дорожный переулок, Зелёная, Кузнечная, Ленина, Лесная, Новая, Поселковая, Речная, Тихий переулок, Школьная, Шоссейная.